# همدردی برای طعم خوش
همدردی برای طعم خوش (به انگلیسی: Sympathy for Delicious) فیلمی محصول سال ۲۰۱۰ و به کارگردانی مارک رافلو است. در این فیلم بازیگرانی همچون کریستوفر تورنتون، مارک رافلو، جولیت لوئیس، لورا لینی، اورلاندو بلوم، نوآ امریک، جان کارول لینچ، رابرت ویزدم و داو تیفنباک ایفای نقش کرده‌اند.